# Bergerie ronde de Goualade
La bergerie ronde est une ancienne bergerie située sur la commune de Goualade, dans le département de la Gironde, en France.

## Localisation
Le domaine se trouve à l'est-nord-est du village de Goualade, le long de la route départementale D10 qui mène de Grignols au nord-est à Giscos au sud-ouest ; cette départementale D10 peut être rejointe depuis le bourg par la route départementale D10e14 qui commence derrière l'église Saint-Antoine.

## Historique
La bergerie, initialement circulaire, a été construite vers la fin du XVIIIe siècle ou le début du XIXe ; elle a été tronquée ultérieurement et acquit ainsi une forme en fer à cheval ; elle fait l'objet d'une inscription au titre des monuments historiques  par arrêté du 13 octobre 1992.

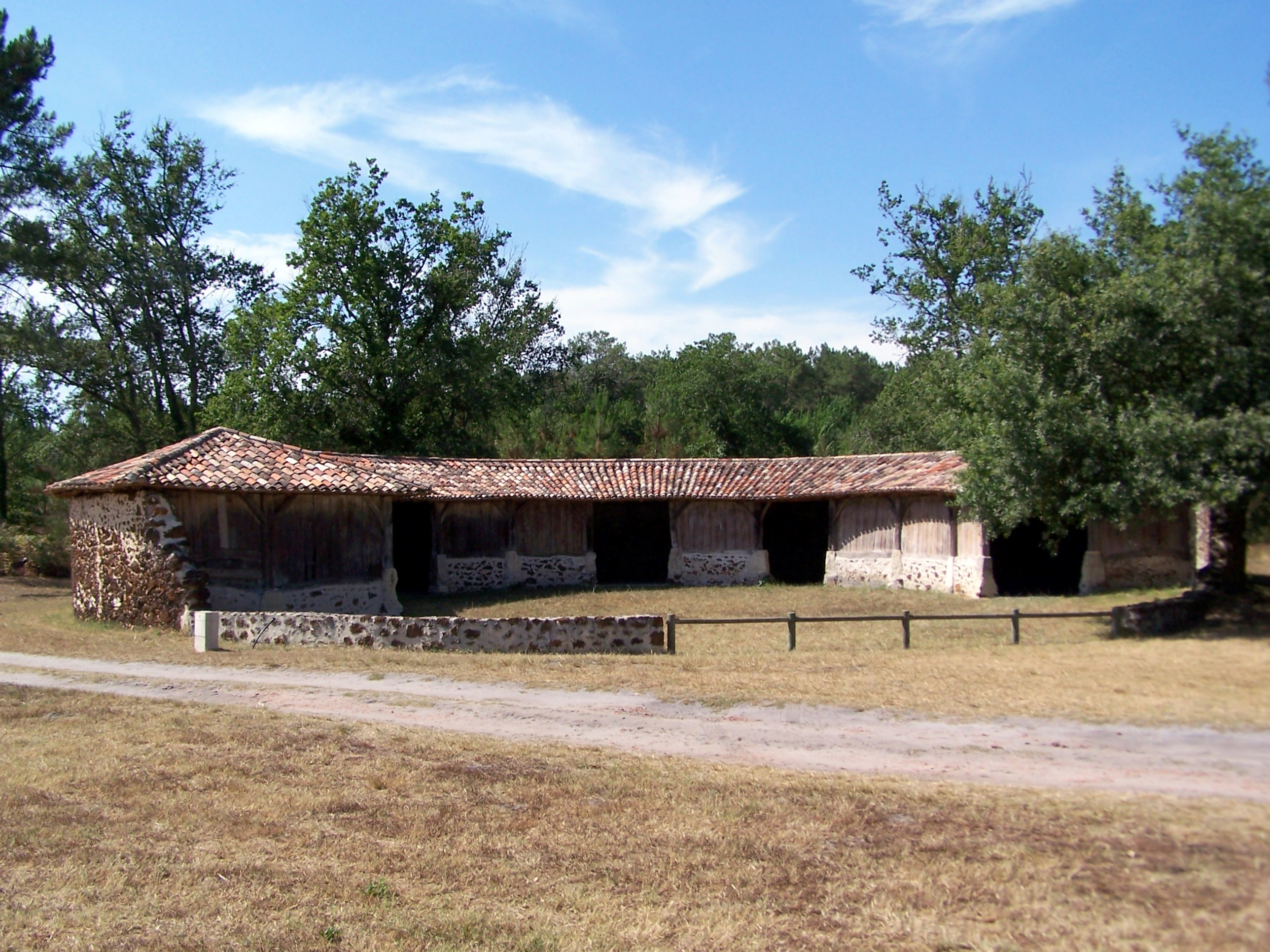
Vue d'ensemble (août 2012)
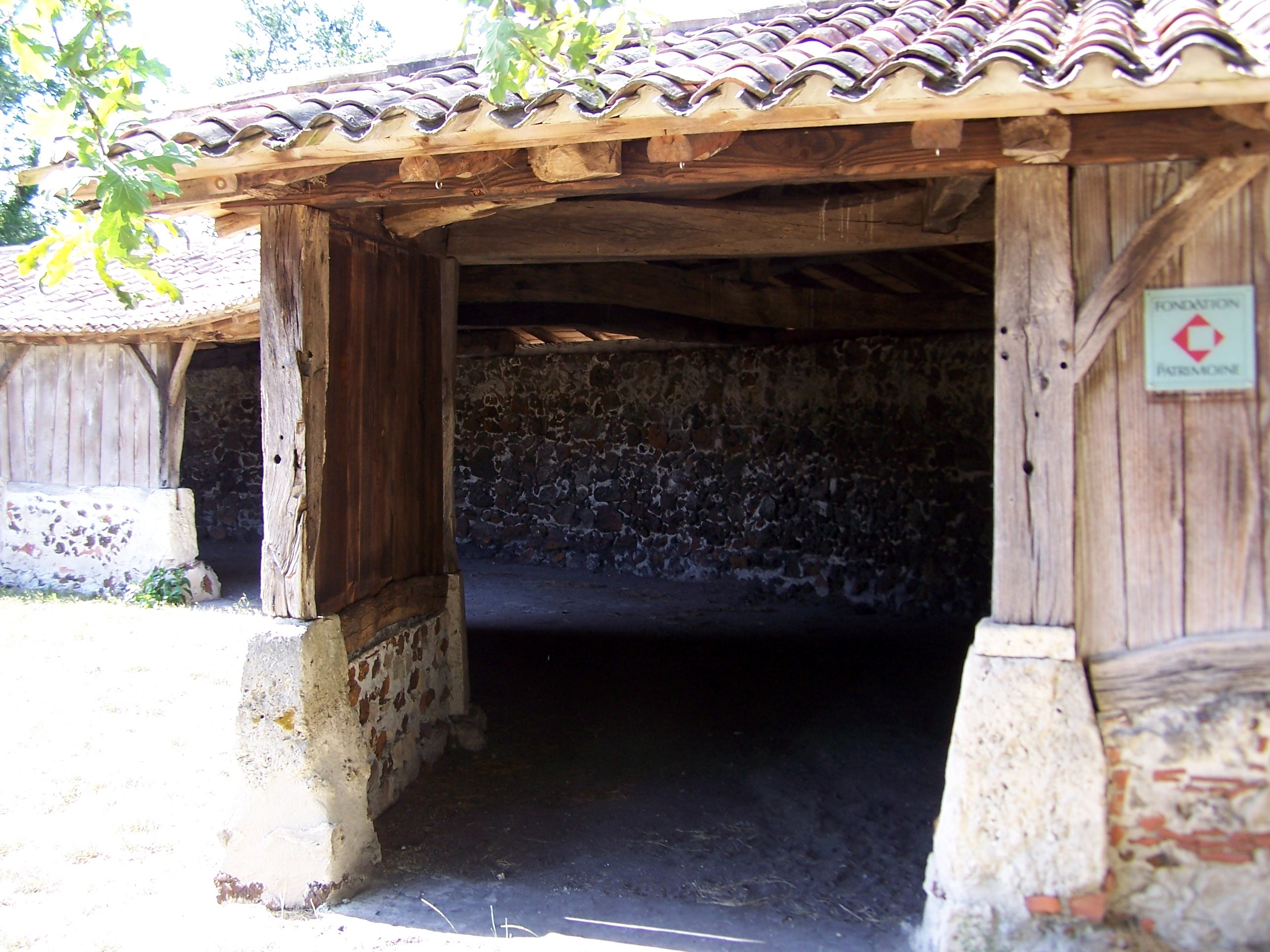
L'entrée, côté est (août 2012)
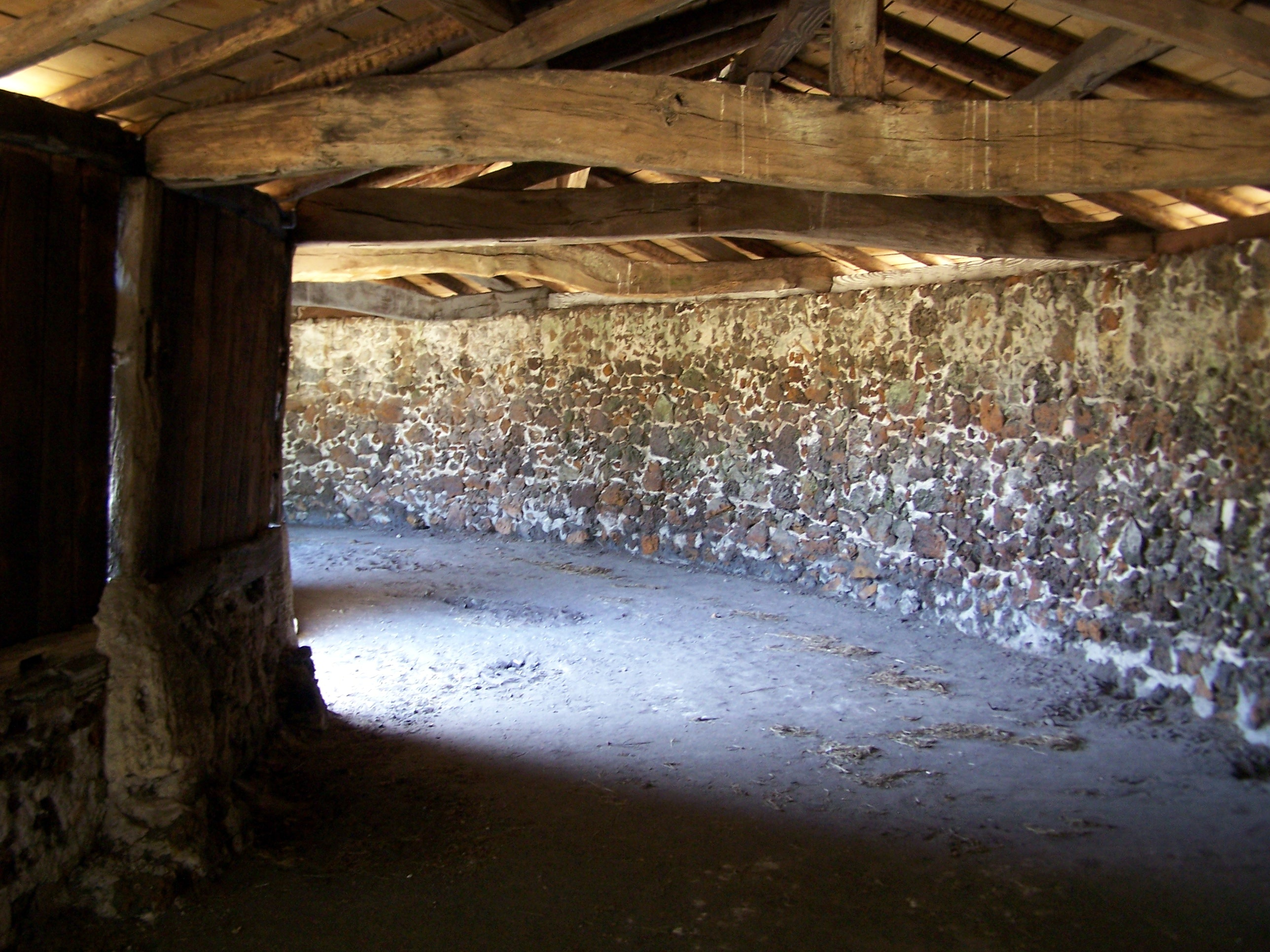
Vue intérieure (août 2012)
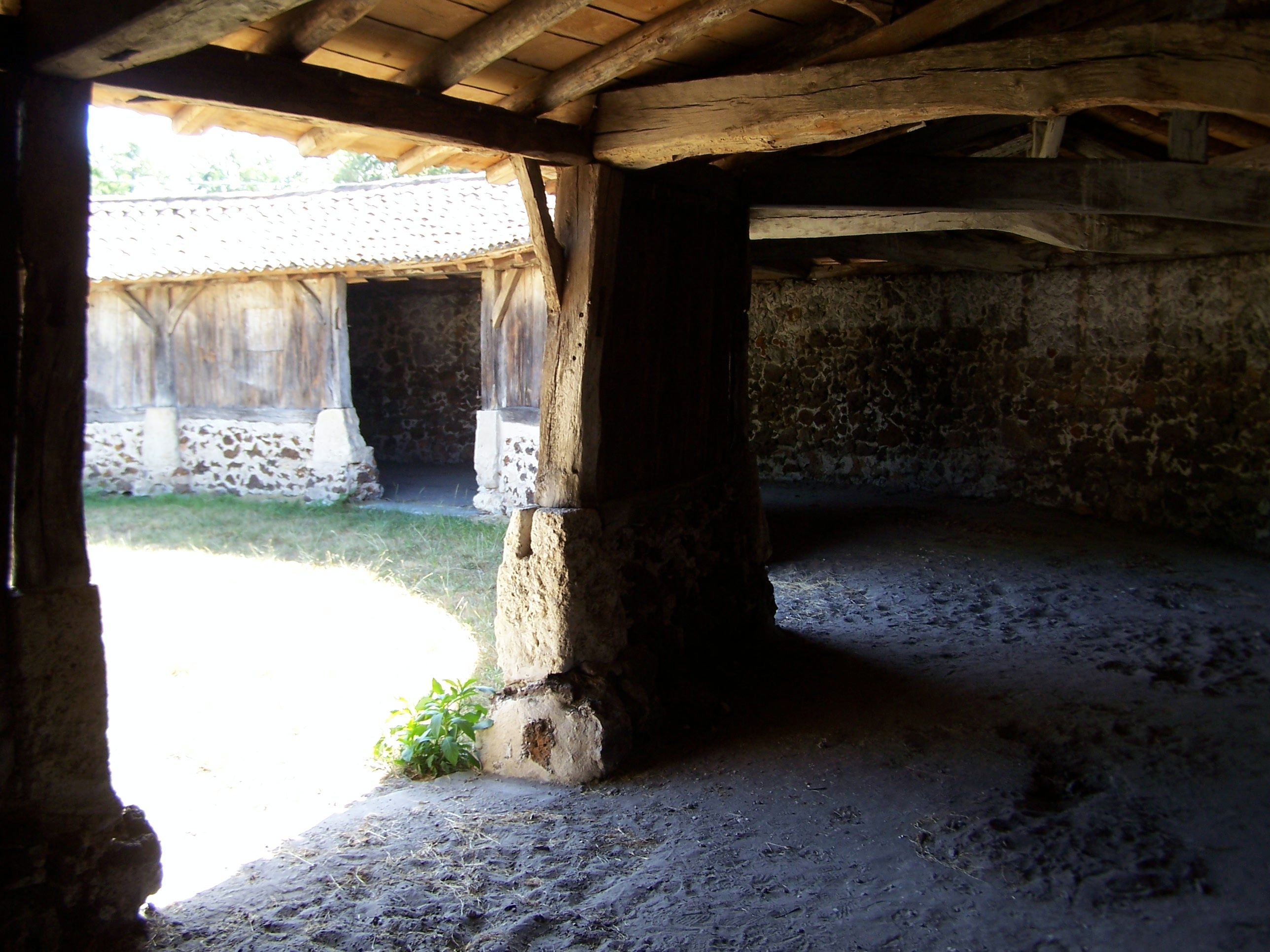
Vue intérieure (août 2012)
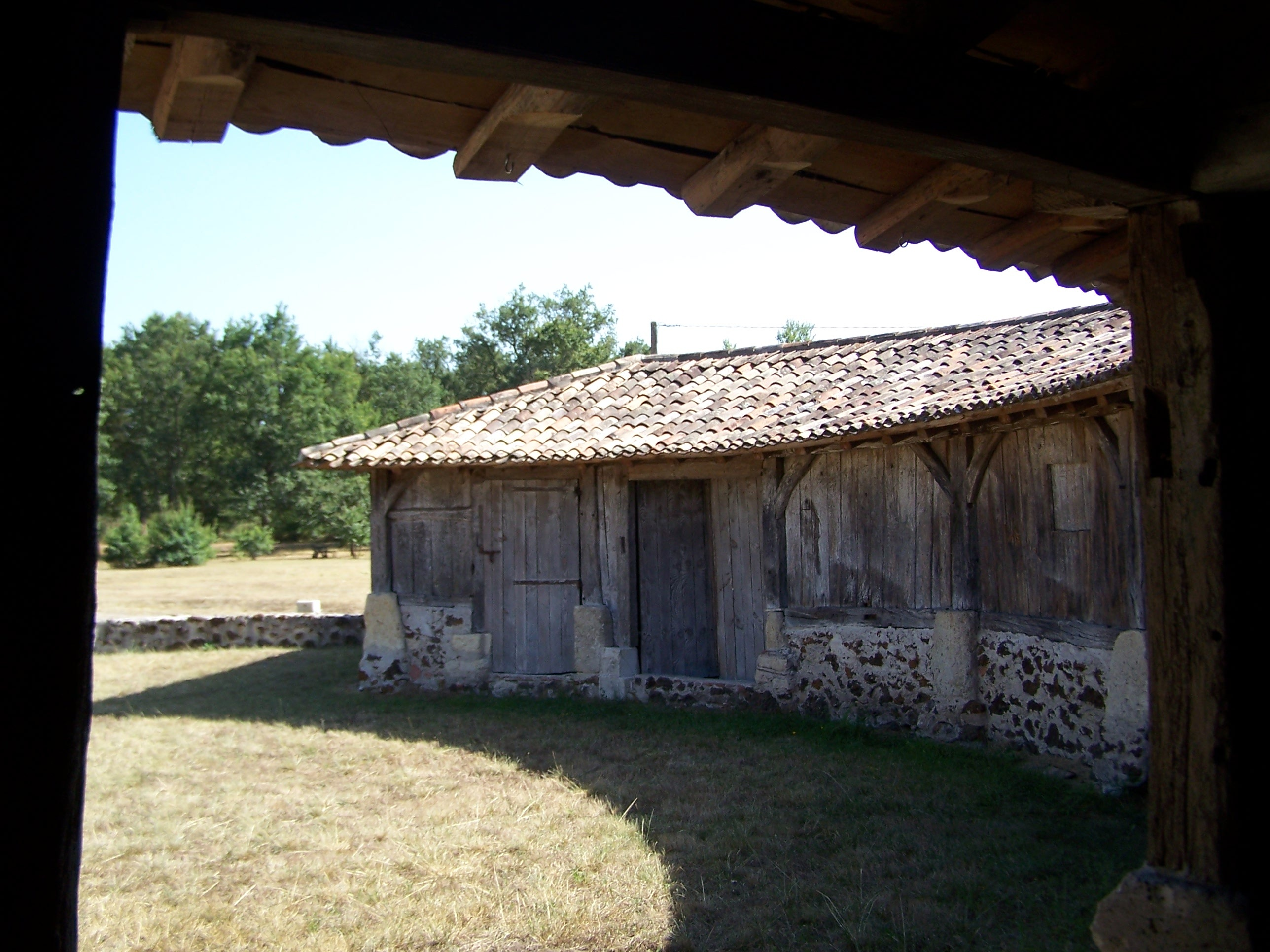
Vue intérieure (août 2012)